# Scharfe Klinge 81
Scharfe Klinge 81 war als Teil der Autumn Forge-Serie ein deutsch-amerikanisch-kanadisches FTX-Militärmanöver in Baden-Württemberg, welches im Herbst 1981 stattfand und an dem insgesamt 48.000 NATO-Soldaten teilnahmen.

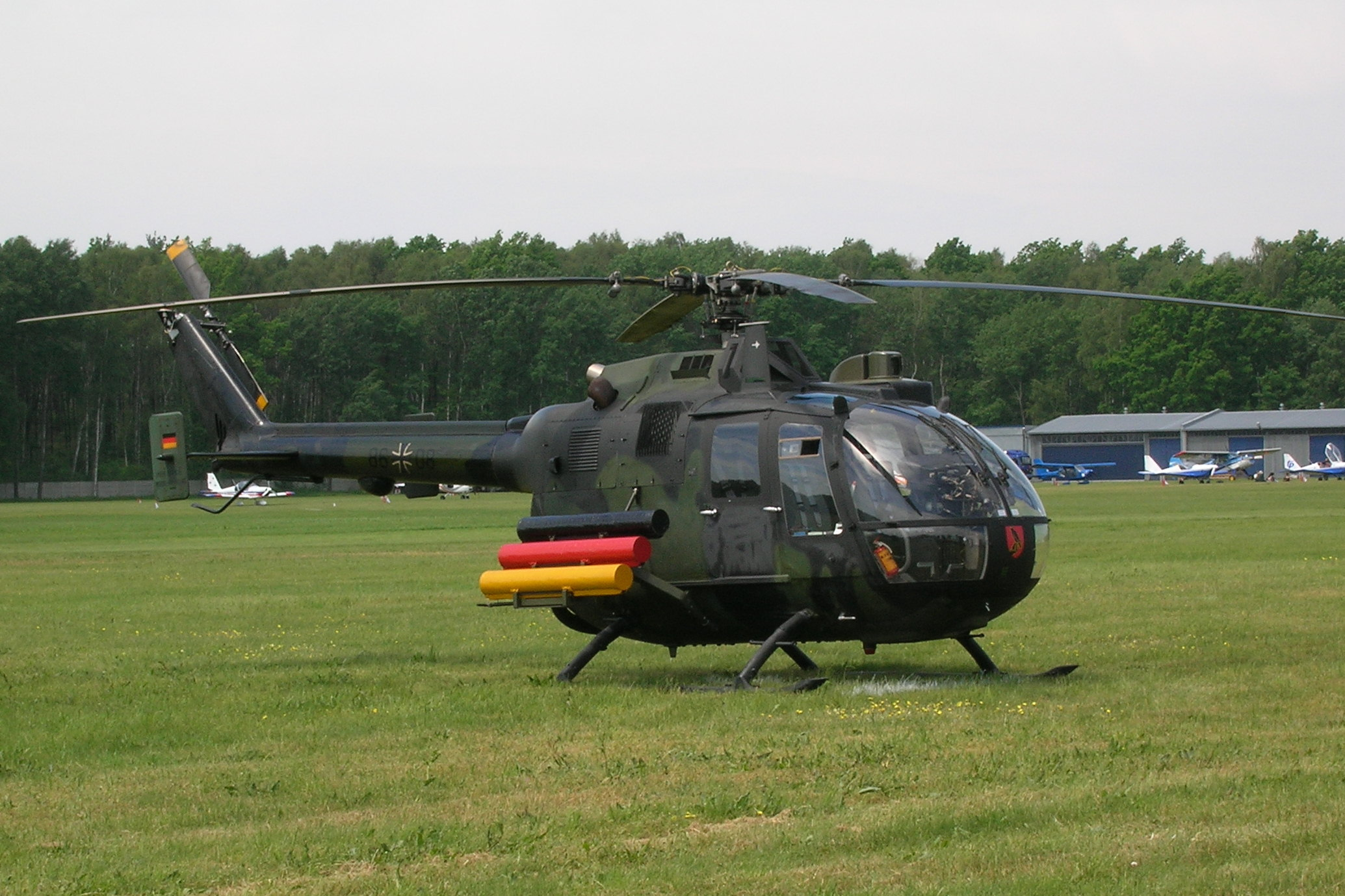
PAH der Heeresflieger, der auf der Übung Scharfe Klinge 81 erstmals eingesetzt wurde

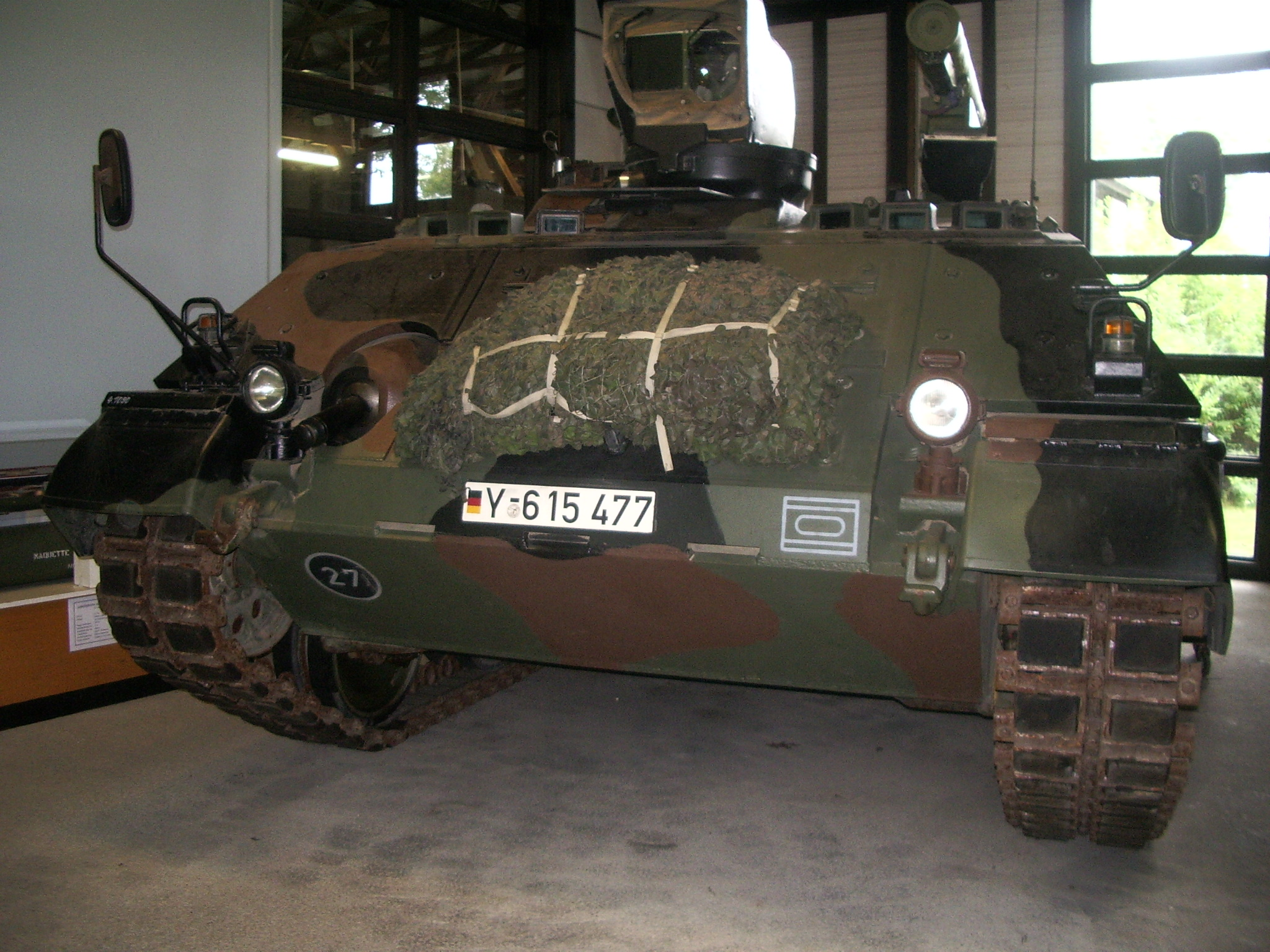
Jagdpanzer Jaguar 1

## Truppengliederung
Hauptsächlich beteiligt waren Kräfte des II. Korps. Als Übungstruppe BLAU waren folgende Kräfte eingeteilt:
- 4. PzGrenDiv, Regensburg
  - Stab 4. PzGrenDiv[1]
  - PzGrenBrig 10, Weiden[1]
  - PzBrig 12, Amberg[1]
- 1. BDE[4]/1. US InfDiv (Mech)[5], Fort Riley/Kansas, USA im Rahmen eines REFORGER-Einsatzes
- 1. LLDiv, Bruchsal mit LLBrig 25 und HSchBrig 17, Böblingen

Die Übungstrupps ROT setzte sich wie folgt zusammen:
- 10. PzDiv, Sigmaringen
  - PzBrig 28, Dornstadt, Ulm[1]
  - PzGrenBrig 30, Ellwangen[1]
- 4 Canadian Mechanized Brigade Group (4th CMBG), CFB Lahr[6]
- LLBtl 251
- Teile der Korpstruppen

Als Schiedsrichter fungierten 4.000 Soldaten der 1. Gebirgsdivision, Garmisch-Partenkirchen mit Teilen der Luftlandebrigade 26, Zweibrücken und Luftlandebrigade 27, Lippstadt.
Die Luftwaffe der Bundeswehr war mit folgenden Verbänden beteiligt:
- Aufklärungsgeschwader 51, Bremgarten mit Phantom II RF–4E
- Jagdbombergeschwader 32, Lechfeld mit Starfighter F–104G
- Jagdbombergeschwader 34, Memmingen mit Starfighter F–104G
- Jagdbombergeschwader 35, Pferdsfeld mit Phantom II F–4F
- Jagdbombergeschwader 49, Fürstenfeldbruck mit Alpha Jet
- Jagdgeschwader 74 „Mölders“, Neuburg an der Donau mit Phantom II F–4F

Hinzu kamen alliierte Luftstreitkräfte:
- 48. Tactical Fighter Wing, Lakenheath mit Phantom II F–4D
- 52. Tactical Fighter Wing, Spangdahlem AB mit Phantom II F–4D
- 81. Tactical Fighter Wing, Bentwaters AB mit A–10A Thunderbolt II
- 1. Kanadische Luftwaffengruppe, Soellingen AB mit Starfighter CF–104
- 1. Französisches Jagdbombergeschwader mit Jaguar A
- 3. Belgisches Jagdbombergeschwader, Bierset mit Mirage 5-B

## Auftrag
Als Ausgangslage wurde in der Zeitung „Manöver-Express“ folgende Situation bekannt gegeben:

„An der auf dem Höhenkamm des Schwarzwaldes verlaufenden Landesgrenze zwischen Westpakt und Ostallianz ist es in den letzten Tagen zu Zusammenstößen gekommen. Angriffsvorbereitungen des Weitpaktes wurden erkannt. Die Ostallianz hat daraufhin… den Aufmarsch ihrer Verbände …“

Generalleutnant Meinhard Glanz, Kommandierender General des II. Korps und Übungsleiter gab bekannt, dass Scharfe Klinge 81 keinerlei politische Aspekte des üblichen Ost-West-Konfliktes zwischen NATO und Warschauer Pakt, sondern einen ausbildungstaktischen Hintergrund hätte.
Die Luftwaffe hatte den Auftrag zur „Abriegelung in der Tiefe“ erhalten. Der Feind sollte daran gehindert werden, Reserven an den VRV nachzuführen und musste daher weit im Hinterland bekämpft werden.
Übungsthemen waren Verteidigung und Gegenangriff gegen überlegene nach geringer Vorbereitungszeit auf großer Breite mit wechselndem Schwerpunkt angreifende Feindkräfte. Aufnahme in Verzögerung und Verteidigung. Gewinnen von Reserven aus der Front.

## Umfang
Insgesamt nahmen 48.000 Soldaten, 3.000 Ketten- (1.500 Kampf- und Schützenpanzer) und 13.000 Radfahrzeuge im Übungsraum um die Städte Ingolstadt, Stuttgart, Rottweil, Hechingen, Münsingen, Riedlingen, Pfullendorf und Tuttlingen teil. Außerdem 150 Hubschrauber und 300 Kampfflugzeuge. Nationalitäten waren 40.000 Soldaten der Bundeswehr, 3.600 Soldaten der amerikanischen und 3.500 der kanadischen Streitkräfte. Zur Unterstützung und zur Erhöhung der Sollstärke waren 1.100 Reservisten eingesetzt.

## Ablauf
Scharfe Klinge 81 fand in der Zeit vom 10. bis 19. September 1981 statt. Die Übung begann mit der Aufmarschübung vom 10. bis 12. September 1981 im Ballungsraum Nagold, Oberndorf am Neckar, Rottweil, Singen, Neckar, Sulz am Neckar, Sigmaringen und Horb. Parallel zu der Heeresübung flogen alliierte Luftstreitkräfte im Rahmen der NATO-Luftwaffenübung "Cold Fire" 250 bis 300 Einsätze für beide Übungstruppen. Scharfe Klinge 81 war in zwei Übungsabschnitte gegliedert. In Phase 1 sollte eine Panzergrenadierdivision aufmarschieren und sich entfalten. Phase 2 der Kernübungszeit vom 14. bis 18. September 1981, bestand aus Gefechtshandlungen.
Während des Aufmarsches der 4. PzGrenDiv zerstörten Luftstreitkräfte ROT die Brücken bei Ingolstadt und Leipheim. In der Konsequenz mussten Pioniere BLAU Kriegsbrücken schlagen, um das Übersetzen der 4. PzGrenDiv über die Donau zu ermöglichen. Die Brückenschläge fanden im Schutz von dichtem Nebel am 10. September 1981 durch das schwere Pionierregiment 85 (PiRgt 85) aus Mainz, dem Schwimmbrückenbataillon 230 (SchwBrBtl) und Pionierbataillon 4 (PiBtl 4) aus Bogen bei Großmehring, Wackerstein und Leipheim für das Übersetzen von 3.000 Fahrzeugen über die Donau statt. Am 14. September 1981 fanden weitere Brückenschläge bei Epfendorf und Altoberndorf über den Neckar statt. Dies führte zu einer Unterbrechung der Verlegung durch das rückwärtige Kampfgebiet per Bahn und somit zu einem verspäteten Eintreffen im Einsatzraum.
Am 14. und 16. September 1981 führte das Fallschirmjägerbataillon 251 (FschJgBtl 251) Luftlandungen im Raum Schura, Dettingen an der Erms und Altoberndorf, sowie die Luftlandebrigade 25 (LLBrig 25) südwestlich von Sigmaringen durch.
Das Manöver Scharfe Klinge 81 wurde vom Bundespräsident Karl Carstens und von einer großen Zahl internationaler Militärbeobachter hospitiert.

## Neuerung
Erstmals wurde der Panzerabwehrhubschrauber (PAH) gegen gepanzerte Angriffsverbände unter Gefechtsbedingungen (Konturenflug und Bekämpfen von Feindpanzern mit der PALR HOT) eingesetzt. Weiteres militärisches Großgerät, welches während der Übung in der Praxis eingesetzt wurde, war der Flakpanzer Gepard und der Jagdpanzer Jaguar.

## Medien
- Die großen Übungen der Bundeswehr 2. DVD. Breucom-Medien, 2011, ISBN 978-3-940433-33-6.